# Mata Taua Peak
Der Mata Taua Peak ist ein markanter, 3013 m hoher Berg im ostantarktischen Viktorialand. In der Royal Society Range ragt er aus einem Gebirgskamm zwischen dem Matataua- und dem Ferrigno-Gletscher auf.
Der Berg bietet eine gute Aussicht auf ein Gebiet zahlreicher Felsgipfel im Nordosten sowie auf den Rampart Ridge und den Gletscher Upper Staircase im Südwesten. Das New Zealand Geographic Board veranlasste dies 1994 zu der Benennung nach einem Begriff aus dem Māori, der übersetzt so viel wie „Späher“ bedeutet.